# Vincenzo Maria Sarnelli
Vincenzo Maria Sarnelli (Napoli, 5 aprile 1835 – Napoli, 2 gennaio 1898) è stato un arcivescovo cattolico italiano.

## Biografia
Vincenzo Maria Sarnelli nacque il 5 aprile 1835 da Nicola, barone di Ciorani, e da Adelaide dei marchesi Santangelo. Fu ordinato sacerdote il 20 dicembre 1862. Fu consacrato vescovo da papa Leone XIII il 2 marzo 1879 e il 30 dello stesso mese fece solenne ingresso in diocesi di Castellammare di Stabia. Durante l'epidemia di colera del 1884, mostrò una grande dedizione nei confronti dei colerosi, tanto da meritargli la medaglia d'oro al valor civile.  Nel 1897 fu promosso arcivescovo di Napoli. Morì prematuramente nel 1898.
Fu terziario dell'Ordine dei servi di Maria.

## Genealogia episcopale
La genealogia episcopale è:
- Cardinale Scipione Rebiba
- Cardinale Giulio Antonio Santori
- Cardinale Girolamo Bernerio, O.P.
- Arcivescovo Galeazzo Sanvitale
- Cardinale Ludovico Ludovisi
- Cardinale Luigi Caetani
- Cardinale Ulderico Carpegna
- Cardinale Paluzzo Paluzzi Altieri degli Albertoni
- Papa Benedetto XIII
- Papa Benedetto XIV
- Cardinale Enrico Enriquez
- Arcivescovo Manuel Quintano Bonifaz
- Cardinale Buenaventura Córdoba Espinosa de la Cerda
- Cardinale Giuseppe Maria Doria Pamphilj
- Papa Pio VIII
- Papa Pio IX
- Cardinale Luigi Maria Bilio, B.
- Arcivescovo Vincenzo Maria Sarnelli